# Гвоздиков, Константин Львович
Константин Львович Гвоздиков (1887—1915) — русский революционер. Член редколлегии нелегальной социал-демократической газеты «Казарма» (1906—1907), создатель рабочего кружка в Черногорских копях (1910).

## Биография
Родился в 1887 году в городе Санкт-Петербурге, в семье дворцового чиновника. Будущая жена, Екатерина Евгеньевна Гвоздикова, писала, что К. Гвоздиков «чуть ли не с 12 лет начал трагически ощущать разлад между чувством личной привязанности к отцу (мать он потерял в раннем возрасте) и ненавистью к той среде, которая служебными нитями связывала отца».
Во время обучения в гимназии (на Песках) в 5-м классе вошел в подпольные ученические организации. Из-за участия в протестах против начальства гимназии часто находился в карцере. В 1905 году поступил на физико-математическое отделение Санкт-Петербургского университета. Общественную и партийную работу совмещал с активной научной деятельностью. Увлекался химией.
Будучи студентом, Константин Гвоздиков входил в редколлегию нелегальной социал-демократической газеты «Казарма», которая издавалась с 15 февраля 1906 по март 1907 года (вышло 13 номеров). В редакцию, помимо Гвоздикова, входили такие известные члены партии большевиков, как В. В. Воровский, В. Р. Менжинский, Е. Ярославский. «Казарма» вела революционную агитацию и пропаганду в войсках, печаталась в Петербурге, Москве, Финляндии.
В 1907 году был первый раз арестован на полулегальном собрании в Соляном городке.
Проводил агитацию в войсках. Был одним из активных работников военной организации большевиков (район «Большая Охта, Пороховые склады»). Партийная кличка — «Илья». Вскоре после этого женился на Екатерине Евгеньевне Комбиаджио.
Весной 1908 года из-за слежки выехал из казенной квартиры своего отца. В марте 1908 года после провала военной организации большевиков был арестован вместе с Андреем Говоровым и Федором Насимовичем. Год с лишним находился в тюремном заключении.
В 1909 году из Петербурга был выслан на поселение в Сибирь. Первый год отбывал ссылку в селе Христо-Рождественское Канского уезда Енисейской губернии. Принимал участие в создании касс взаимопомощи, в фонде «побегов». В 1910 году, получив разрешение от губернатора, перевелся на Черногорские угольные копи (около Минусинска), где получил должность материального на складах и установил тесные связи с рабочими. В этот период он вел нелегальную пропагандистскую работу, возглавил рабочий кружок, близко сошелся с революционерами Голубковым, Ватиным (Быстрянским), А. В. Прибылевым.
В декабре того же года вернулся в Канский уезд. Так как в то время вышел срок пребывания в волости, то он поселился в городе Канске. Там он прожил до 1914 года. В Канске близко сошелся с революционерами Г. Усиевичем, М. Фрумкиным, с С. К. Загайной.
В 1914 году, воспользовавшись университетскими связями, стал участником научной экспедиции на Амуре (Зее), в качестве химика.
Перед началом Первой мировой войны нелегально выехал в Россию, в Москву, где продолжил участвовать в деятельности рабочего движения. В ноябре 1914 года был арестован. Во время выполнения партийного поручения думской фракции в Петербурге по выходе из квартиры Петровского был выдан известным провокатором Р. Малиновским, а на вторые сутки арестован и заключен в тюрьму (в знаменитые «Кресты»).
В тюрьме из-за плохого содержания заболел малярией и воспалением почек. После полутора годового сидения был приговорен к 6 месяцам отсидки со дня водворения на место жительства: город Канск Енисейской губернии, однако слег от болезни накануне назначения его в этап, после чего был исключен из списков.
Умер Константин Гвоздиков в конце июля 1915 года в «Крестах». Похоронен на Успенском кладбище Санкт-Петербурга (тогда — Петрограда).

## Семья
У К. Гвоздикова было двое дочерей — Ольга и Галина. Внук — Андрей Алексеевич Гвоздиков (род. 1942), сын Ольги Гвоздиковой — поэт, писатель, публицист, проживает в городе Нарва (Эстония).